# Örjan Roth-Lindberg
Hans Örjan Benedikt Roth-Lindberg, född 30 mars 1937 i Nedre Ulleruds socken, Värmland, är en svensk tecknare och författare. Han är son till kyrkoherden Johannes Lindberg och dennes hustru, född Roth.
Roth-Lindberg är som konstnär autodidakt och har bedrivit självstudier under resor till bland annat Grekland. Han har som konstnär medverkat i samlingsutställningen Unga tecknare på Nationalmuseum 1956–1958 och som författare i filmtidskriften Chaplin. 

## Priser och utmärkelser
- 1995 – Jurgen Schildt-priset
- 1997 – Samfundet De Nios Särskilda pris

## Filmroller
- 1969 – Deserter USA
- 1972 – Nybyggarland (TV-serie) (TV-serie)
- 1992 – Den goda viljan